# Ectatomma tuberculatum
Ectatomma tuberculatum is een mierensoort uit de onderfamilie van de Ectatomminae. De wetenschappelijke naam van de soort is voor het eerst geldig gepubliceerd in 1792 door Olivier.